# 에밀리투코투코
에밀리투코투코(Ctenomys emilianus)는 투코투코과에 속하는 설치류의 일종이다. 아르헨티나의 토착종이다.

## 특징
에밀리투코투코는 꼬리 길이 75~93mm를 포함한 전체 몸길이가 264~302mm까지 성장한다. 등 쪽 털은 반들반들한 황갈색 또는 연한 회색빛 갈색을 균일하게 띤다. 옆구리와 배 쪽은 희끄무레하다.

## 분포 및 서식지
아르헨티나 토착종으로 네우켄주에 분포한다. 해발 약 800m의 모래언덕에서 서식한다.